# 2013 RE109
2013 RE109 est un objet transneptunien de magnitude absolue 6,31 en résonance 4:7 avec Neptune. Son diamètre est estimé à plus de 200 km.